# Osterzell
Osterzell é um município da Alemanha, situado no distrito da Algóvia Oriental, no estado da Baviera. Tem 10,82 km² de área, e sua população em 2019 foi estimada em 714 habitantes.